# Нове (Ленінградська область)
Нове (рос. Новое) — присілок Бокситогорського району Ленінградської області Росії. Входить до складу Бокситогорського міського поселення.
Населення — 2 особи (2003 рік). 